# Alex Vetchinsky
Alex Vetchinsky (* 9. November 1904 in London als Alec Hyman Vetchinsky; † 4. März 1980 in Hove) war ein britischer Filmarchitekt.

## Leben und Wirken
Der Sohn polnischer Eltern arbeitete nach seiner Berufsausbildung an der Architectural Association in einem Londoner Architektenbüro, bevor er als Szenenbildner-Assistent 1928 zur Produktionsfirma Gainsborough Pictures stieß. Drei Jahre später debütierte er als Chefarchitekt.
In dieser Funktion entwarf er zunächst die Filmbauten für kleinere Produktionen, seit seiner Zusammenarbeit (ab 1937) mit nochmals bedeutenden Spitzenregisseuren wie Carol Reed, Alfred Hitchcock und Edward Dmytryk rückte Vetchinsky in die Spitzengruppe britischer Filmarchitekten auf.
Vor allem in den frühen Nachkriegsjahren war er an einigen aufwendig produzierten Prestigefilmen beteiligt, darunter Ungeduld des Herzens, Der kupferne Berg und Haus der Sehnsucht. In späteren Jahren stattete Alex Vetchinsky preiswert produzierte Komödienserienware wie mehrere Produktionen der Carry-On-Filmreihe aus aber auch andere Mainstreamunterhaltung und einige wenige aufwendige Ausstattungsfilme, darunter Die amourösen Abenteuer der Moll Flanders und Jane Eyre. Bei Sherlock Holmes’ größter Fall vermochte Vetchinsky mit viel Sinn fürs Atmosphärische die Welt der Londoner Gassen, Hinterhöfe und Spielunken zur Zeit Jack the Rippers wiederauferstehen zu lassen.

## Filmografie
- 1928: Balaclava
- 1930: Symphony in Two Flats
- 1931: Michael and Mary
- 1931: Sunshine Susie
- 1932: Love on Wheels
- 1932: The Faithful Heart
- 1933: Aunt Sally
- 1934: The Phantom Light
- 1936: Tudor Rose
- 1936: Der Mann, der sein Gehirn austauschte (The Man Who Changed His Mind)
- 1937: Otto, zieh die Bremse an (Oh, Mr. Porter!)
- 1937: Bank Holiday
- 1938: Eine Dame verschwindet
- 1938: Old Bones of the River
- 1939: Inspector Hornleigh on Holiday
- 1939: Band Waggon
- 1940: Night Train to Munich
- 1940: The Girl on the News
- 1941: Kipps – Roman eines einfachen Menschen (Kipps)
- 1941: Uncensored
- 1942: The Young Mr. Pitt
- 1943: Das heilige Feuer (The Lamp Still Burns)
- 1943: Tawny Pipit
- 1945: Waterloo Road
- 1945: Ungeduld des Herzens (Beware of Pity)
- 1946: Der kupferne Berg (Hungry Hill)
- 1947: Zwielicht (The October Man)
- 1947: Mark of Cain
- 1948: Escape
- 1948: Haus der Sehnsucht
- 1949: Die Nacht begann am Morgen (Morning Departure)
- 1950: Waterfront
- 1950: Lebensgefährlich (Highly Dangerous)
- 1951: Nacht ohne Sterne (Night Without Stars)
- 1951: Die Stunde X (High Treason)
- 1952: Ein Kind war Zeuge (Hunted)
- 1953: Ich und der Herr Direktor (Trouble in the Store)
- 1953: Hölle unter Null (Hell Below Zero)
- 1954: Unter schwarzem Visier (The Black Knight)
- 1954: The Colditz Story
- 1955: Eine Frau kommt an Bord (Passage Home)
- 1955: Lieber reich, aber glücklich (Value for Money)
- 1955: Marsch durch die Hölle (A Town Like Alice)
- 1956: In den Krallen der Gangster (House of Secrets)
- 1956: I’ll Met By Moonlight
- 1957: Die Farm der Verfluchten (Robbery Under Arms)
- 1958: Die letzte Nacht der Titanic
- 1958: Kopf hoch – Brust raus!
- 1958: Operation Amsterdam (Operation Amsterdam)
- 1958: 41 Grad Liebe
- 1959: Ist ja irre – Lauter liebenswerte Lehrer
- 1959: Brennendes Indien
- 1960: Verschwörung der Herzen (Conspiracy of Hearts)
- 1960: Sommer der Verfluchten (The Singer Not the Song)
- 1960: Schwarze Fackel (Flame in the Streets)
- 1961: Der Teufelskreis (Victim)
- 1961: Tiara Tahiti (Tiara Tahiti)
- 1962: Brennende Schuld (Life For Ruth)
- 1962: Schule des süßen Lebens (Bitter Harvest)
- 1963: Doctor in Distress
- 1963: Polizeispitzel X 2 (The Informers)
- 1964: Ist ja irre – Agenten auf dem Pulverfaß
- 1964: Die amourösen Abenteuer der Moll Flanders (The Amorous Adventures of Moll Flanders)
- 1965: Rotten to the Core
- 1965: Sherlock Holmes’ größter Fall
- 1965: Hilfe, sie liebt mich nicht (Doctor in Clover)
- 1966: Heiße Katzen
- 1966: Der Kampf (The Long Duel)
- 1967: Brennender Tod (Night of the Big Heat)
- 1967: Ist ja irre – In der Wüste fließt kein Wasser
- 1968: Gauner, Kronen und Juwelen (Crooks and Coronets)
- 1968: Alles unter Kontrolle – keiner blickt durch
- 1969: David Copperfield (Fernsehfilm)
- 1969: Die total verrückte Königin der Amazonen
- 1970: Jane Eyre – eine Frau kämpft um ihr Glück (Jane Eyre)
- 1971: Entführt
- 1973: Gold